# Гринина, Наталья Михайловна
Наталья Михайловна Гринина (в браке Бубенщикова; 13 мая 1971) — советская, позднее российская велогонщица, двукратный призёр чемпионата мира в командной гонке, шестикратная чемпионка СССР.

## Карьера
Представляла г. Горький (Нижний Новгород), тренер — Александр Яров. Окончила горьковское Училище олимпийского резерва (1989) и Сибирский государственный институт физической культуры (2001).
В международных соревнованиях участвовала с 1990 года. В 1990 году заняла 27-е место в общем зачёте «Джиро д’Италия» и второе место в многодневке на Кубе.
В 1991 году на чемпионате мира в Штутгарте завоевала бронзовую медаль в командной шоссейной гонке в составе сборной СССР, а также заняла 33-е место в личных соревнованиях. В том же году стала победительницей многодневки Вуэльта Колумбии.
На чемпионате мира 1992 года в Бенидорме во второй раз подряд стала бронзовым призёром в командной шоссейной гонке, на этот раз в составе сборной России. В том же году заняла второе место на многодневке в Вандее.
После 1992 года в международных соревнованиях не участвовала. Живёт в Нижнем Новгороде, работает завучем в волейбольной школе, входит в состав Федерации велосипедного спорта Нижнего Новгорода.